# Blood Money (jeu vidéo)
Pour les articles homonymes, voir Blood Money.
Blood Money — littéralement « Le Prix du Sang » — est un jeu vidéo développé par DMA Design et édité par Psygnosis en 1989 sur Amiga. Il a été porté sur Atari ST en 1989 et sur Commodore 64 et DOS en 1990.
Un safari interplanétaire au XXIIe siècle est prétexte à un shoot them up jouable à deux en simultané. Blood Money est considéré comme l'un des premiers grands jeux du genre sur Amiga. Il a été développé par Dave Jones, qui sera plus tard cocréateur de Lemmings et de Grand Theft Auto.

## Système de jeu
Blood Money est un shoot them up à défilement multidirectionnel inspiré des jeux d'arcade. Il se compose de quatre niveaux répartis sur quatre planètes à l'environnement et à la faune variés : Gibba, aux décors high-tech, Grone, un monde aquatique, Shrek, au climat polaire, et Snuff, une terre volcanique. À chaque niveau, le joueur contrôle un engin différent : un hélicoptère, un sous-marin, un spationaute et un vaisseau spatial. Les véhicules ont la particularité de pouvoir se tourner indifféremment vers la gauche ou la droite de l'écran.
Au départ, le joueur a le choix d'explorer Gibba ou Grone ; à la fin du premier niveau, il peut accéder aux autres planètes. Les niveaux sont constitués de cavernes labyrinthiques qui se parcourent selon un scrolling forcé plutôt lent, à la fois de manière horizontale et verticale (au hasard des embranchements). Les ennemis rencontrés sont variés et comprennent des boss de fin de niveau.
L'argent est au cœur du gameplay. À la manière de Fantasy Zone (1986, Sega), les ennemis détruits libèrent des pièces de monnaie d’une valeur plus ou moins grande. En les récupérant (elles chutent rapidement au bas de l'écran), le joueur accumule une somme qu'il peut ensuite dépenser dans les boutiques disposées ici ou là dans le niveau. Les magasins proposent huit items qui concernent le perfectionnement de l'armement, l'amélioration de la constitution du vaisseau et l'attribution d'une vie supplémentaire.
Le jeu propose un mode à deux joueurs, particulièrement intéressant compte tenu du principe de jeu (un joueur tue les ennemis pendant que l'autre récupère l'argent) mais aussi de sa difficulté, réputée importante en mode solo. Le joueur débute avec trois vies seulement, et, bien que chaque engin dispose d'une barre de vie, un simple contact prolongé avec un tir ennemi peut entièrement la consommer. De plus, après chaque mort, le joueur perd tout le gain des améliorations effectuées.

## Développement
Blood Money est conçu par Dave Jones, un jeune programmeur de 23 ans de Dundee, en Écosse. Il s'agit de son deuxième jeu commercial après Menace, un autre shoot them up, sorti en 1988. Encore étudiant à l'Institut de Technologie de Dundee, Dave Jones programme le jeu dans la chambre de sa maison familiale, coincé entre deux Amiga, un Atari ST et le PC 386-DX à 25 MHz flambant neuf que venait de lui fournir Psygnosis. Passionné de jeux d'arcade, Dave Jones ambitionne de créer un jeu qui produirait les mêmes sensations, avec un challenge relevé progressif et une réalisation attrayante.
L'un des objectifs du développement est d'utiliser pleinement la palette de couleurs de l'Amiga. Le scrolling hardware de Menace, qui limite le nombre de couleurs, est abandonné et le fameux coprocesseur de la machine, le blitter, exploité pour le gérer. Mr. Heli (1987, Irem), et son système de scrolling, fut une source d'inspiration (finalement, l'influence la plus évidente est sur le design de l'hélicoptère). Après le travail d'écriture initial, la programmation a débuté en janvier 1989. Ken Russel et Mike Dailly apportent leur contribution au développement. Celui-ci aurait duré huit mois au total.
Les graphismes, jugés plaisants mais inégaux, sont réalisés par Tony Smith. L'animation de certains ennemis, comme ceux du niveau aquatique, est jugée particulièrement réussie. Les développeurs sont des amateurs de Salamander (1986) et on retrouve par bribe le style graphique organique propre au jeu de Konami.
Ray Norrish a composé la musique du jeu, célèbre pour une phrase reprise de System of Survival du groupe Earth, Wind & Fire (« The biggest unanswered question is: Where is the money? »), un thème unique commun à l'ensemble des niveaux, et David Whittaker s'est chargé de réaliser les effets sonores. Les musiques et les bruitages ne peuvent pas être joués simultanément. La scène cinématique d'introduction du jeu, stockée sur la première disquette, marque à l'époque les esprits par son rythme hip-hop entraînant truffé de voix digitalisées.
L'adaptation sur Atari ST est réalisée par Wayne Smithson, qui a fondé WJS Design peu après. Relativement proche de la mouture originale, cette version a la particularité de proposer une musique complètement différente, composée par Tony Williams. La version Commodore 64 est programmée par Mike Dailly avec une musique de Fredrik Segerfalk.
L'illustration de la jaquette de jeu est signée Peter Andrew Jones.

## Exploitation

### Commercialisation
Sorti sur Amiga dans les principaux pays européens à partir de mai 1989, le jeu a été commercialisé aux États-Unis par la suite. La version ST a été décalée de quelques mois et les autres versions ont été terminées pour le printemps 1990. Le jeu fut vendu au prix du marché, soit environ 200 francs pour les versions 16bits.
Blood Money est sorti dans un contexte de forte concurrence. Le genre était très populaire en arcade et nombreux jeux de qualité sont arrivés cette année-là sur micros 16 bits : Denaris, les adaptations de Forgotten Worlds, R-Type et SilkWorm, ou encore Xenon 2: Megablast et Battle Squadron en fin d'année.
Le jeu fut réédité en 1990 dans la compilation Triad Volume 3 et en 1991 en gamme budget, sous le label Sizzlers.

### Accueil
| Aperçu des notes dans les médias | Aperçu des notes dans les médias                                         |
| Publication                      | Note                                                                     |
| -------------------------------- | ------------------------------------------------------------------------ |
| ACE                              | 732 sur 1000 (AM) 740 sur 1000 (ST) 700 sur 1000 (PC) 385 sur 1000 (C64) |
| Commodore User                   | 76 sur 100 (AM)                                                          |
| C+VG                             | 85 sur 100 (AM, PC) 84 sur 100 (ST) 79 sur 100 (C64)                     |
| Génération 4                     | 93 sur 100 (AM)                                                          |
| ST Amiga Format                  | 92 sur 100 (AM) 90 sur 100 (ST)                                          |
| Tilt                             | 18 sur 20 (AM)                                                           |
| Zzap!64                          | 94 sur 100 (AM) 93 sur 100 (C64)                                         |

Blood Money reçoit des appréciations positives bien que contrastées dans la presse spécialisée. La jouabilité, le mode deux joueurs et la réalisation sont généralement appréciés mais la difficulté est cependant jugée frustrante. L'ajustement de la difficulté du mode solo dans les jeux multijoueur est à l'époque encore souvent calquée sur le mode deux joueurs.
Le magazine français Tilt, enthousiasmé, insiste particulièrement sur la dimension stratégique du jeu, qui oblige le joueur à « user de ruse et de patience pour vaincre. » Commodore User, pas complètement convaincu par l'expérience, conclut que le jeu est « bien construit » mais « qu'il ne l'est simplement pas autant que [son créateur] le croit. »